# برکه سفلین
برکه سفلین، روستایی در دهستان حومه بخش مرکزی شهرستان بندر لنگه در استان هرمزگان ایران است.

## مردم و امکانات
مذهب مردم این روستا، اهل سنت و از پیروان امام محمد ادریس شافعی هستند.
دارای مسجد، دبستان، آب‌انبار (برکه)، وخانه بهداشت، مخابرات، اسکله، پاسگاه، پارک و مکتب‌خانه است.

## امرار معاش
اهالی این روستا از راه صید و ماهی گیری، کشاورزی، و دامداری امرار معاش می‌کنند. تعداد ۵۰۰ اصله نخل دیم و ۱۰۰ من زمین زیر کشت دارد.

## جمعیت
بر پایه سرشماری عمومی نفوس و مسکن در سال ۱۳۹۵، جمعیت این روستا برابر با ۵۸۷ نفر (۱۴۳ خانوار) بوده‌است.